# Escuela de Chicago (arquitectura)

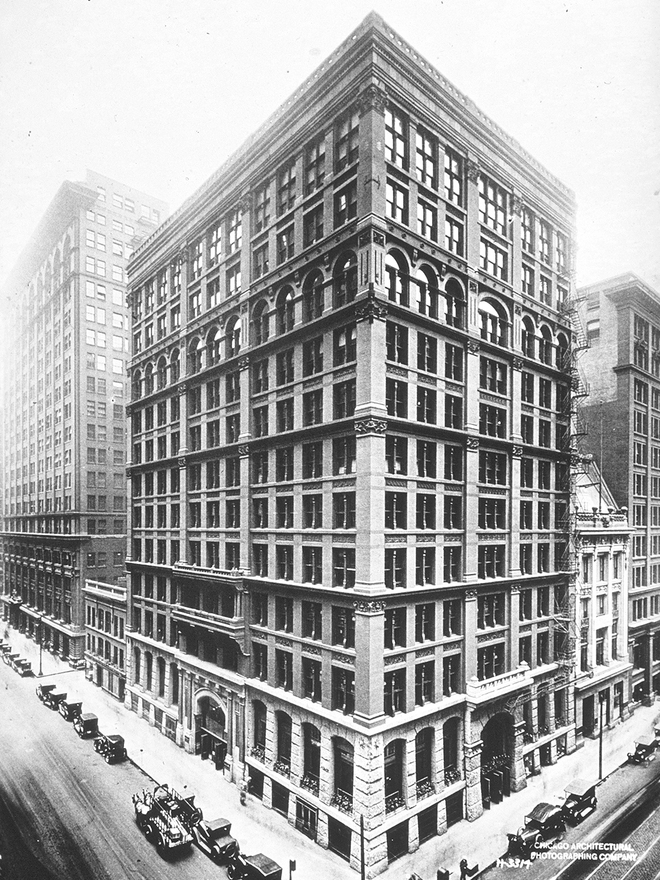
Home Insurance Building, William Le Baron Jenney (1885)

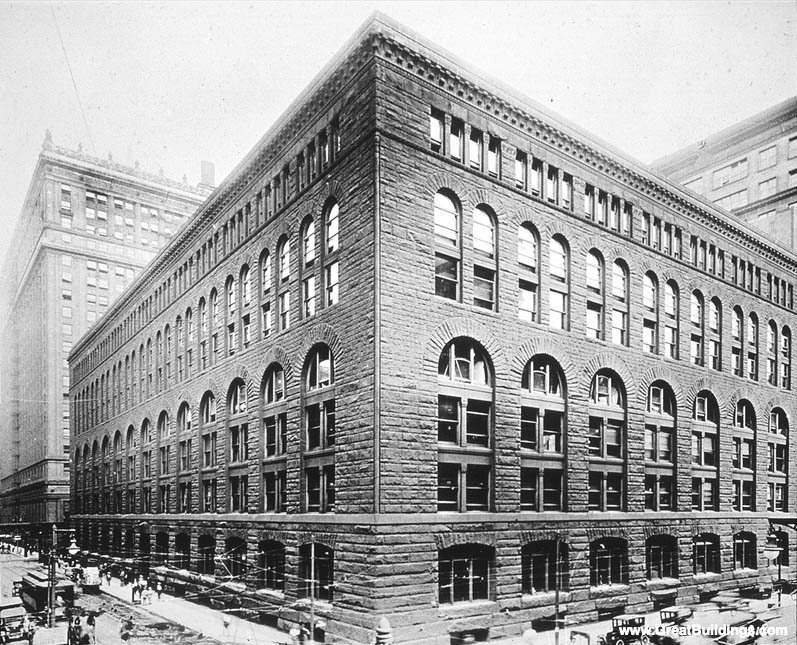
Marshall Field's Wholesale Store, Henry Hobson Richardson (1887)

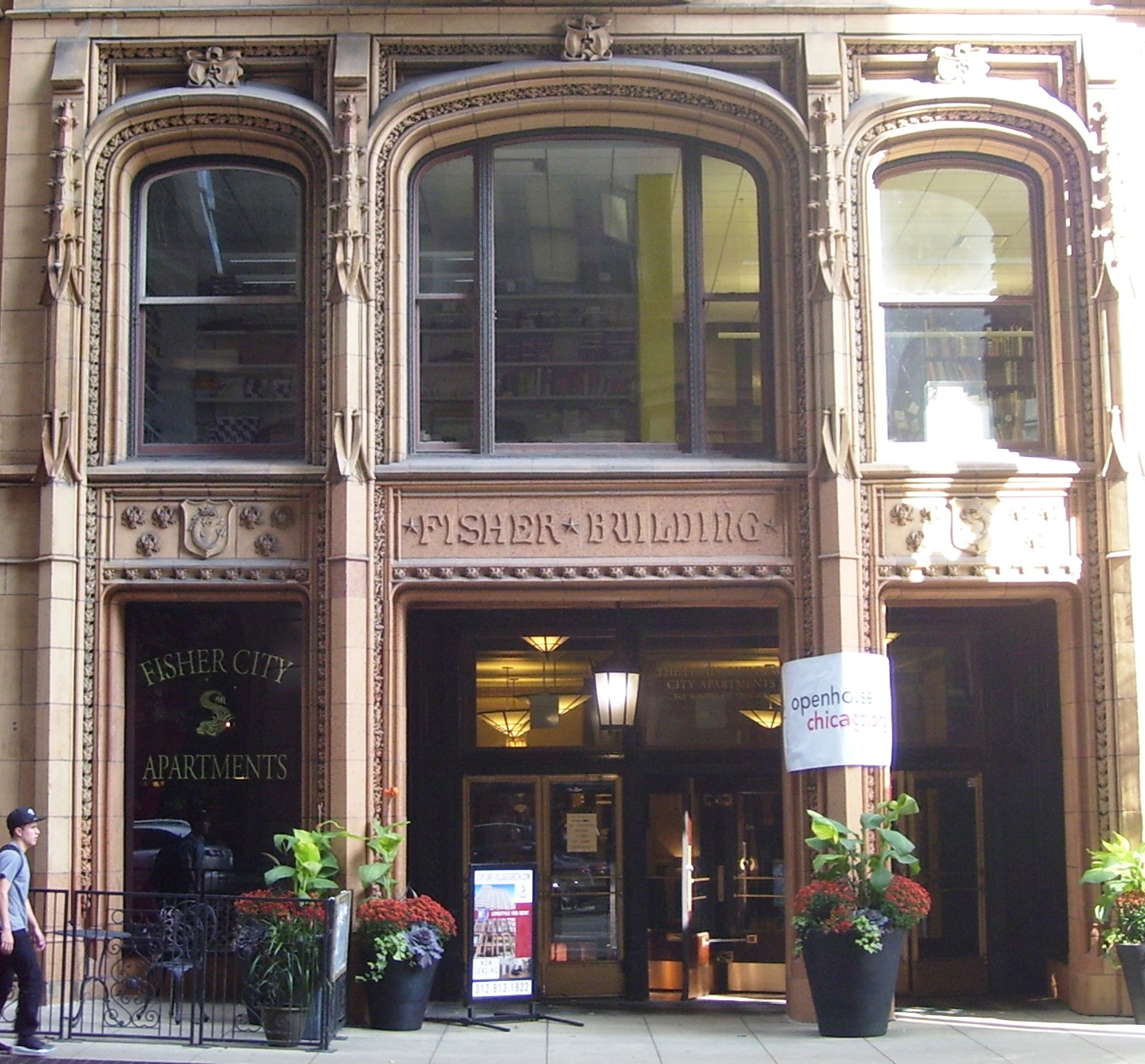
Entrada del Fisher Building, Burnham and Co. (1896)

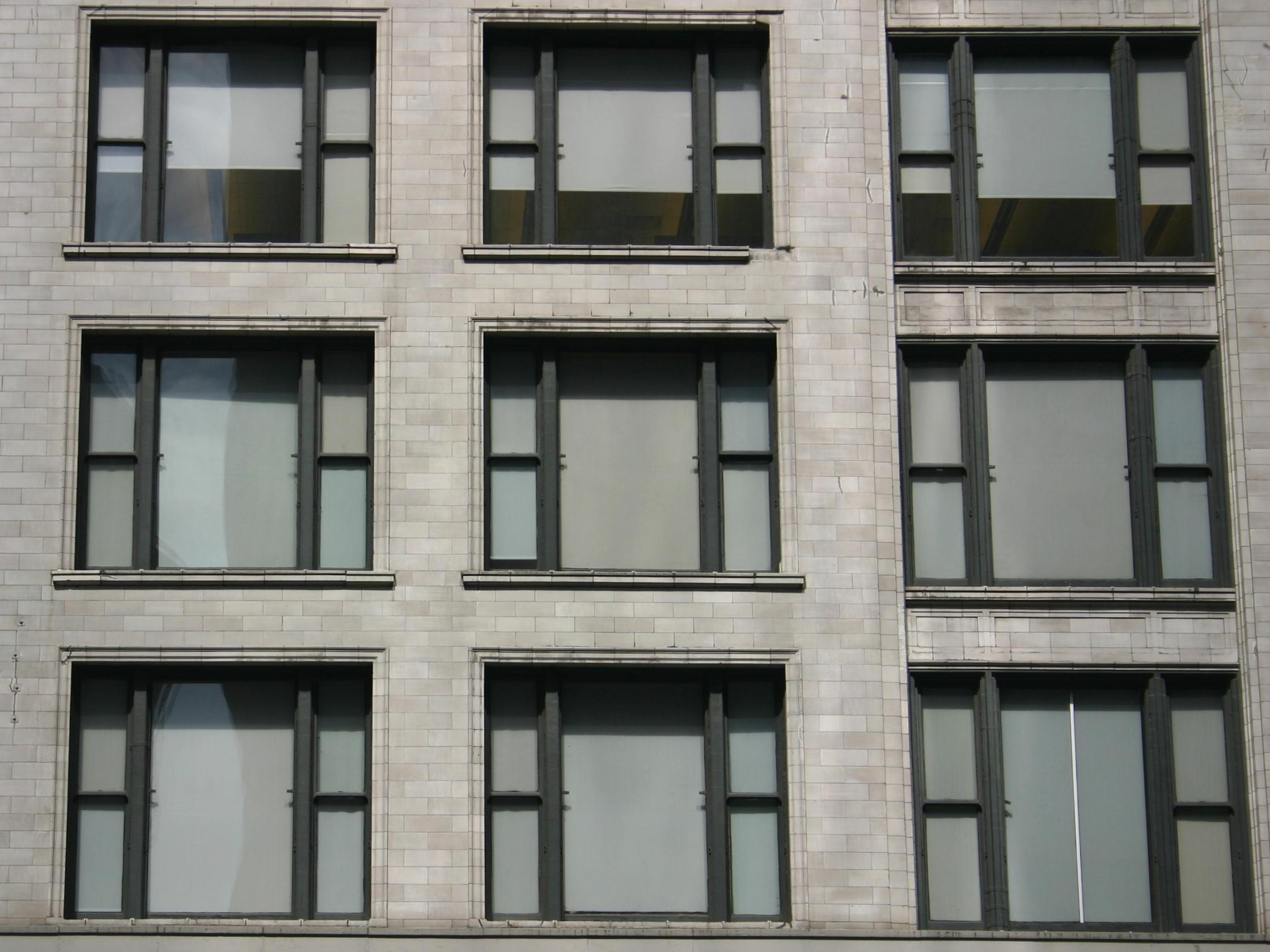
Las Chicago windows.

Escuela de Chicago es la denominación histórica de un estilo arquitectónico que se desarrolló en la ciudad de Chicago a finales del siglo XIX y comienzos del siglo XX, pionera en la introducción de nuevos materiales y técnicas para la construcción de grandes edificios comerciales y los primeros rascacielos.

## Historia
Surge en Estados Unidos, donde las referencias históricas (arquitectura historicista) tienen menos peso e importancia que en Europa. El contexto socioeconómico es el de una ciudad muy próspera y en considerable incremento demográfico. El Gran incendio de Chicago (1871) dejó la mayor parte de la ciudad destruida, lo que supuso tener que levantarla de nuevo y dio al urbanismo una relevancia máxima. La necesidad de crear tan considerable cantidad de nuevos edificios dio pie al surgimiento de la escuela, al proporcionar una demanda de proyectos que ningún otro lugar podía igualar.
Se produjo una gran especulación sobre los terrenos, lo que estimuló las soluciones arquitectónicas que supusieran la construcción en vertical: muchos pisos elevados sobre una planta reducida. El número de pisos de los primeros edificios de la escuela (entre 10 y 16) es bastante modesto para los criterios posteriores, pero para su época eran todo un logro. Paralelamente aparecieron los primeros ascensores eléctricos. Los distintos arquitectos y talleres de arquitectura de la escuela de Chicago proponían soluciones similares entre ellos, lo que determinó la definición de un verdadero estilo arquitectónico común: pilares de hormigón como soporte o cimiento (que solucionan la dificultad de construir sobre un suelo arenoso y fangoso), estructuras metálicas (ya experimentadas en la arquitectura del hierro del siglo XIX) revestidas según la función del edificio, ventanas corridas que ocupaban la mayor parte de las fachadas (lo que más adelante se llamará "muro cortina") y la eliminación, en muchos casos, de los muros de carga. Dejaron de realizarse edificios con muros de piedra de gran grosor, en beneficio de atractivas fachadas de mampostería que suprimen los elementos decorativos (habituales en la arquitectura ecléctica de finales del siglo XIX). Se apuesta por superficies lisas y acristaladas donde predominan las líneas horizontales y verticales.
Los modelos creados en Chicago pronto empezaron a ser emulados en otras ciudades de Estados Unidos, y están en el origen de la renovación arquitectónica del primer tercio del siglo XX (funcionalismo arquitectónico, Bauhaus, Movimiento Moderno).
La verticalidad arquitectónica y el abandono del muro de carga (ya casi innecesario), se ve acentuada y modulada por el ritmo de las carpinterías, las líneas rectas y el diálogo equilibrado y constante entre el sólido y el traslúcido, siendo este último el más predominante y enriquecedor tanto del lenguaje exterior, como de los espacios interiores, generando una iluminación más que suficiente. 
La Exposición Mundial Colombina (World's Columbian Exposition) de Chicago de 1893 dio la oportunidad de presentar la nueva ciudad al mundo; y trajo como consecuencia un movimiento de reacción en la nueva generación de arquitectos estadounidenses, muchos de ellos originarios del Medio Oeste, que se conoce con el nombre de Prairie School ("escuela de la pradera").
Ya en 1938, la llegada a la ciudad de Mies van der Rohe (las autoridades nazis habían cerrado la Bauhaus en Alemania) significó el desarrollo de los nuevos planteamientos que caracterizan la denominada segunda escuela de Chicago.
Con el nombre de Chicago seven ("los siete de Chicago") se conoce a un grupo de siete arquitectos de los años 1970.

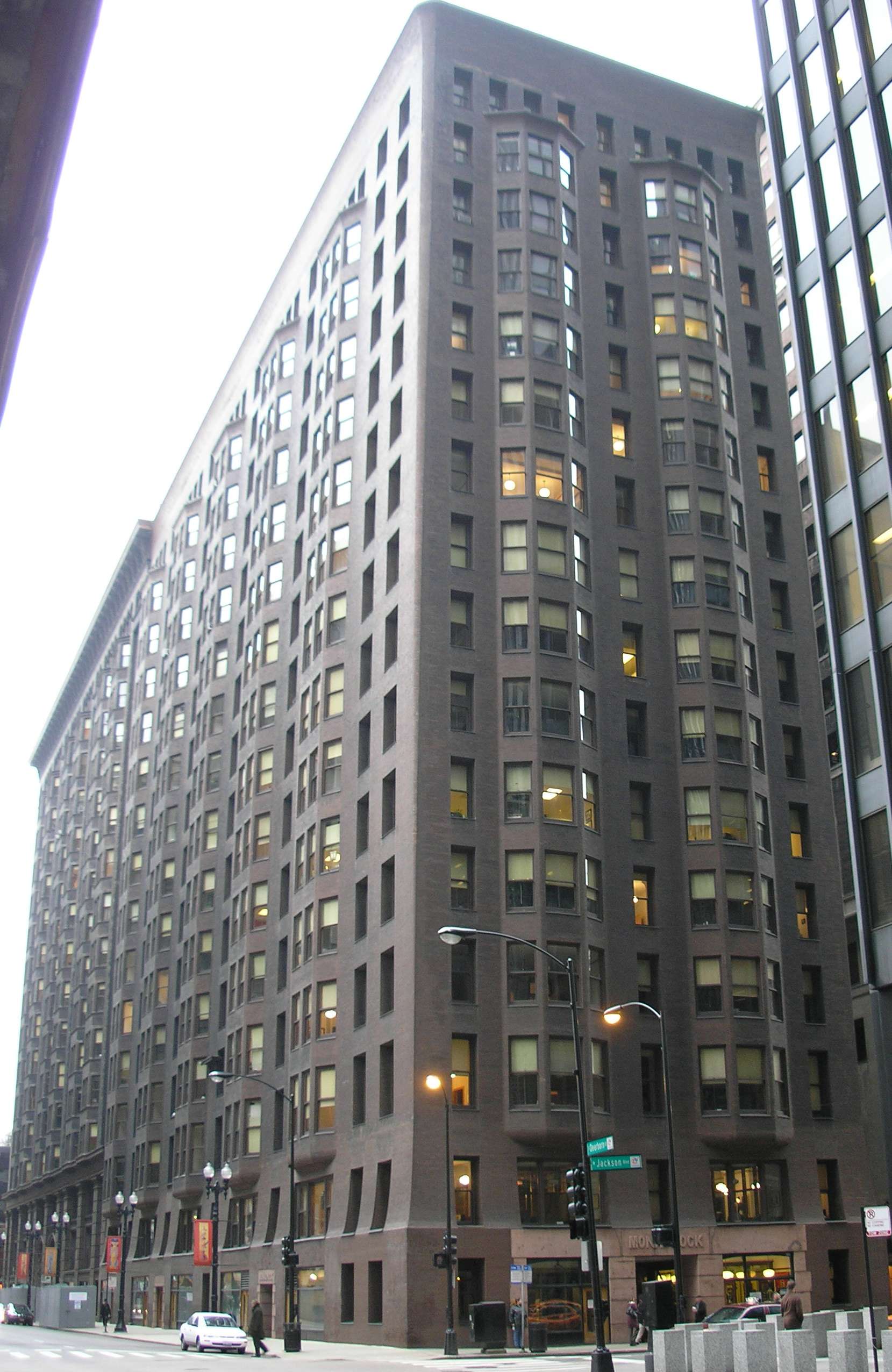
Monadnock Building, Holabird & Roche (1891-1893)
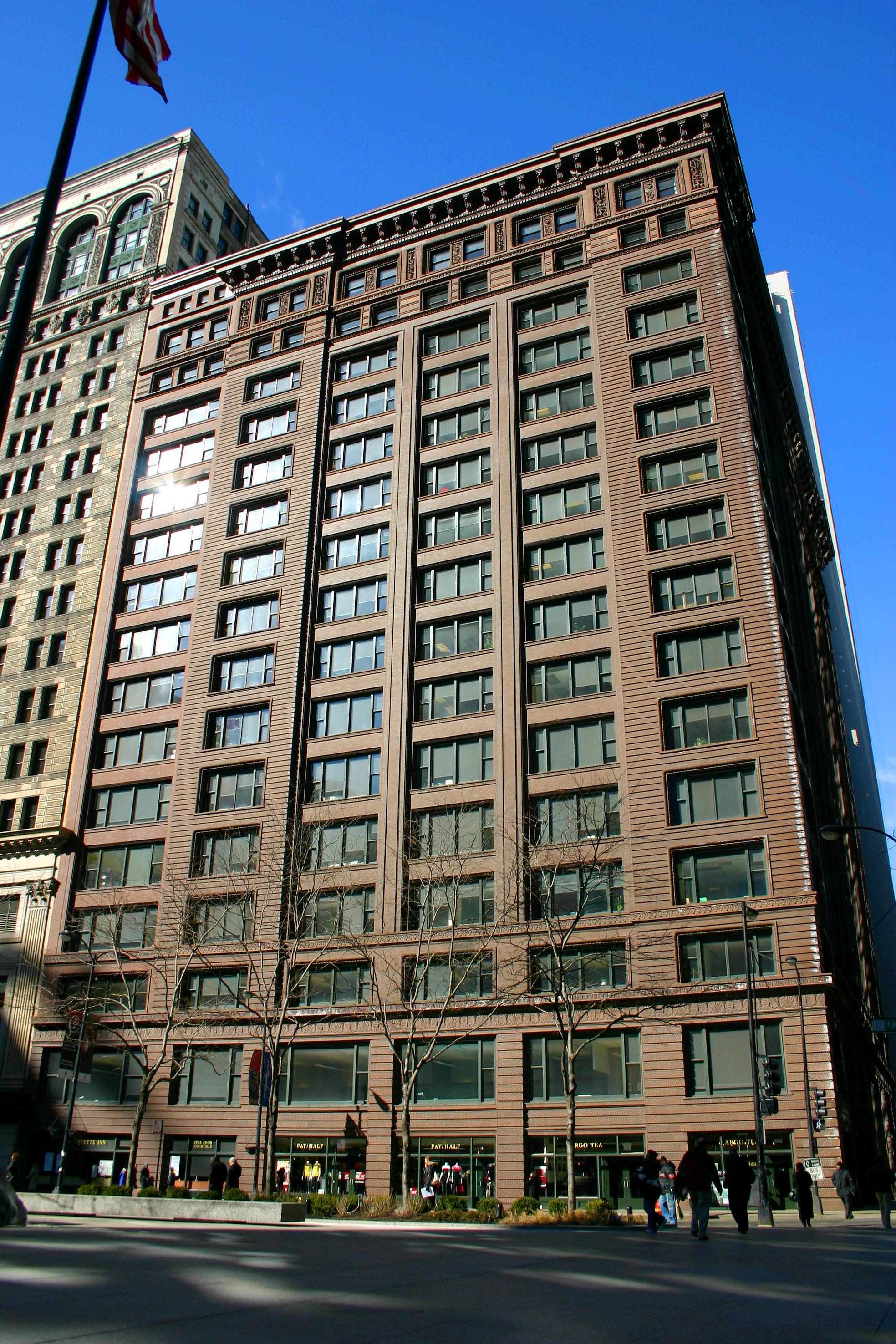
Marquette Building, Holabird & Roche (1895)
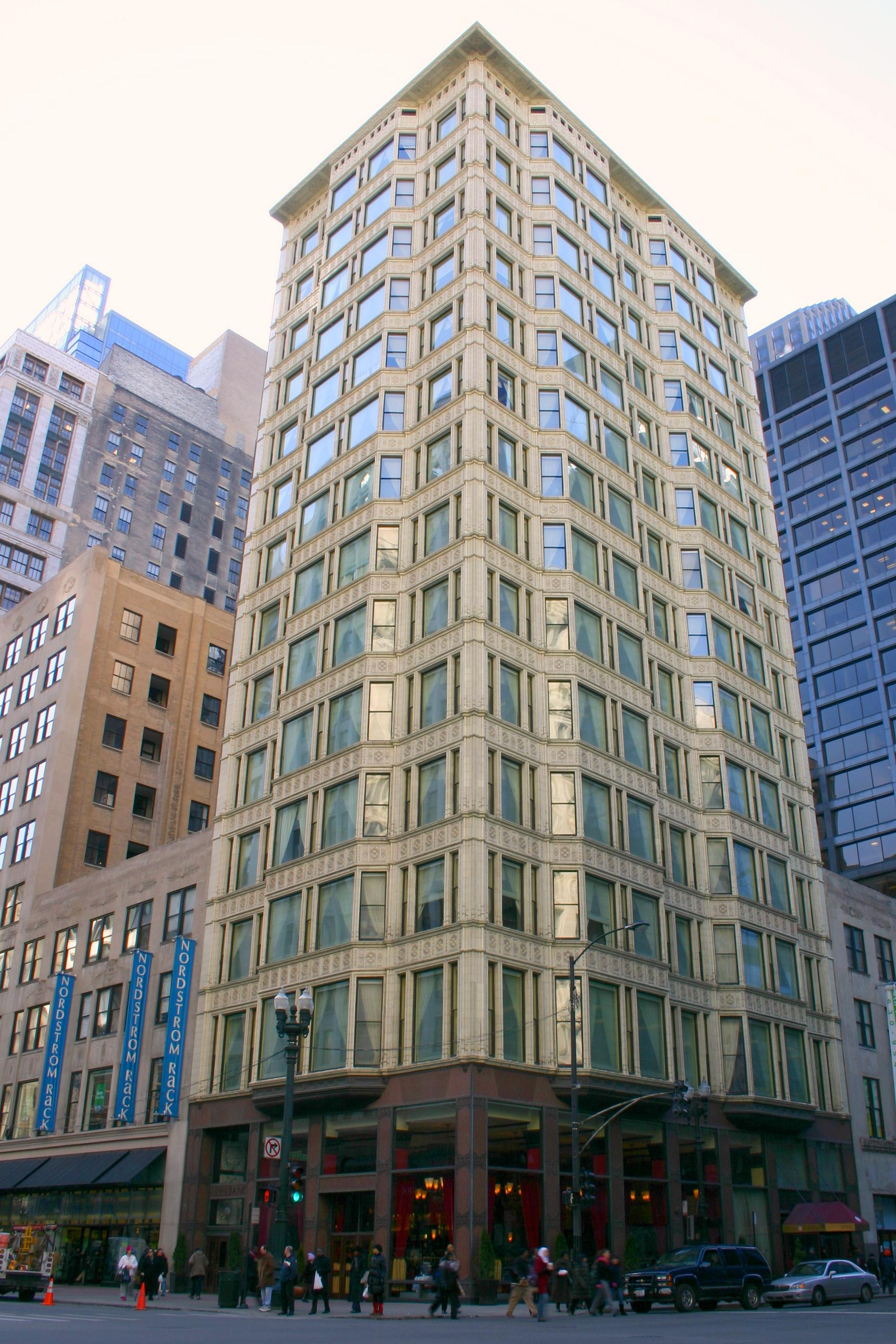
Reliance Building, Burnham & Root (1895)
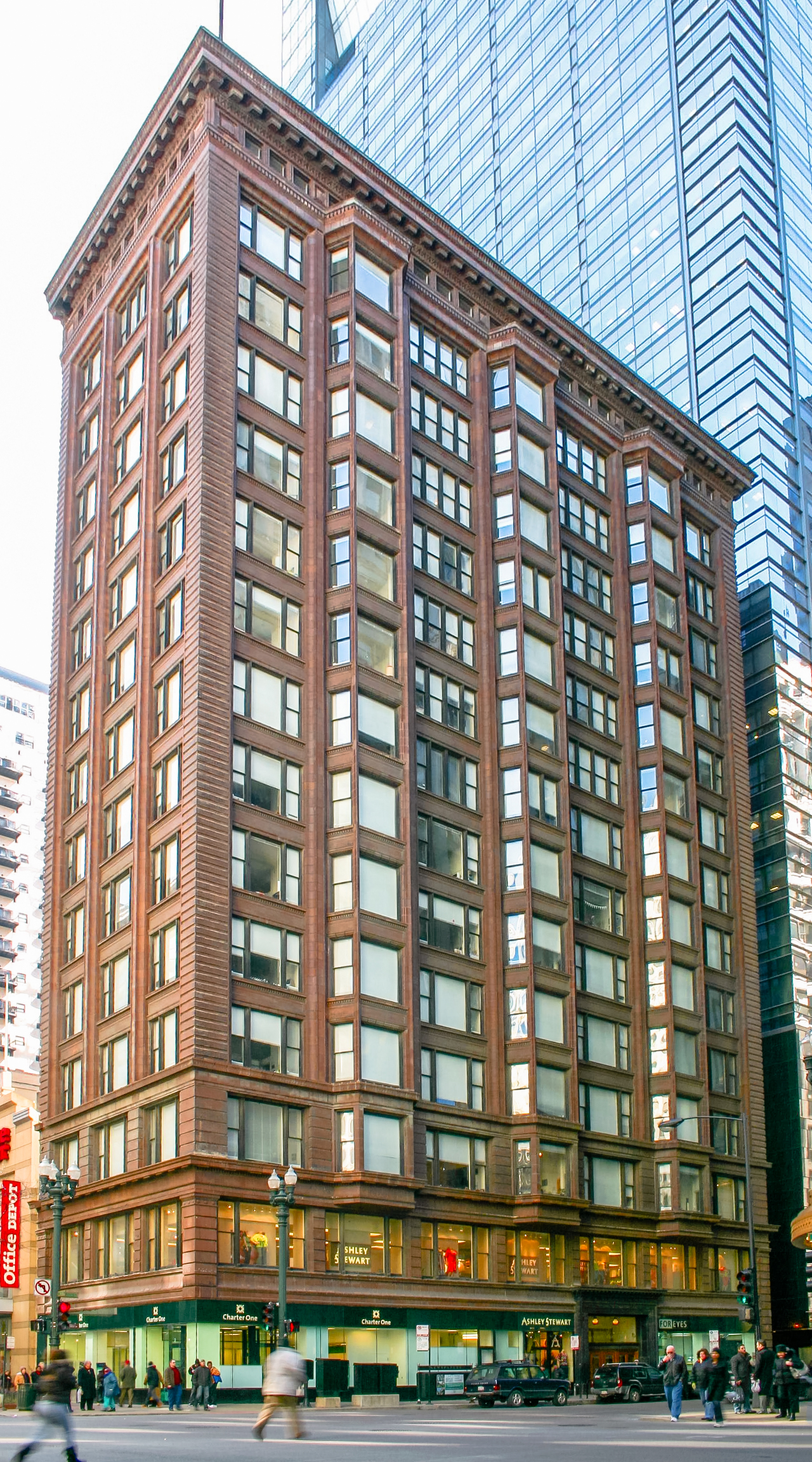
Chicago Building,[5] Holabird & Roche (1905)
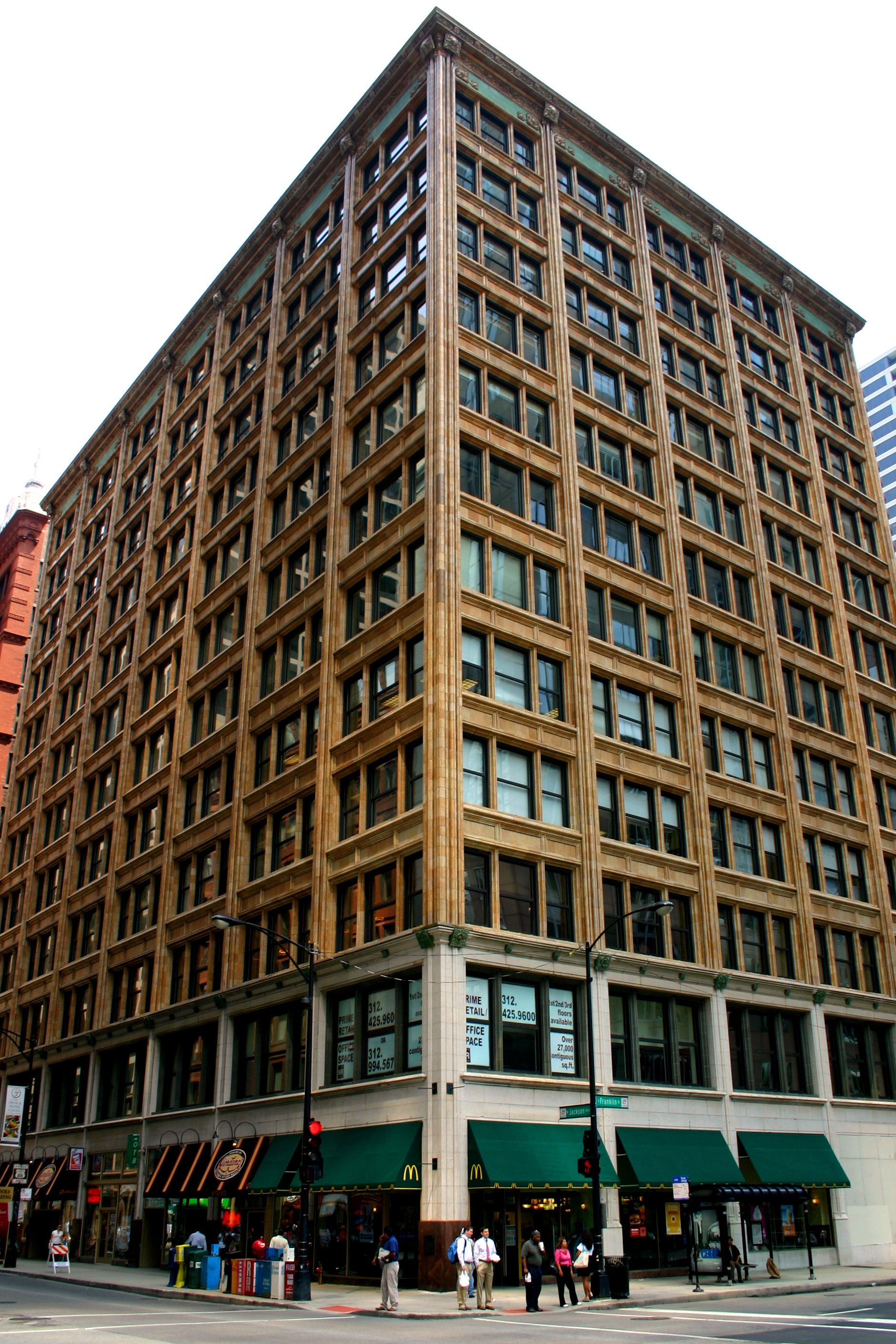
Brooks Building Holabird & Roche (1909-1910)

## Arquitectos de la Escuela de Chicago
- William Le Baron Jenney (1832-1907). El padre de la escuela de Chicago proyectó el Home Insurance Building en 1884, siendo considerado el primer edificio construido con esqueleto de hierro, a pesar de que algunas de sus paredes tenían función sustentante. Inaugura también las dudas estéticas para acomodar las plantas de oficinas en una tipología como ésta, que no tenía precedentes. Había la necesidad de concentrar a más gente en menos espacio y así surgió este edificio, que se convirtió en el primero con 10 pisos. Con la técnica de engarces de hierro a base de pilares, vigas y entramados recubiertos de una sustancia protectora contra el fuego, se lograrán edificios de muchos pisos sin necesidad de que los pilares sean muy gruesos, permitiendo el sistema eliminar casi por completo la función portante del muro. Así se establecen entre los pilares numerosos ventanales, las bow-windows[7] de tres cristales, permitiendo la ventilación de los amplios interiores y la iluminación necesaria. También surgen las llamadas Chicago windows, en las que el vano está dividido en tres partes, con un gran panel central fijo y los laterales divididos a su vez en dos paneles movibles (sash windows).[8]

- Henry Hobson Richardson (1838-1886). Su Marshall Field's Wholesale Store,[9] 1887, no es un edificio que cuente con demasiados pisos pero ya empieza a despuntar entre los demás. El exterior del edificio es muy sencillo (se realiza una libre interpretación del románico europeo). Los muros son consistentes, de piedra no pulimentada (tradición constructiva de Massachusetts), pero los vanos (ventanales) están cumpliendo la función de captar la luz. Podemos destacar la utilización de diferentes formas y tamaños. La estructura rotunda, en su carácter sólido y unitario, le hace sobresalir y afirmar su individualidad en el caos urbano que lo acoge.

- Burnham & Root. En el estudio de Le Baron Jenney se conocieron dos personas que sintetizan las dos componentes de la realidad profesional americana. Daniel Burnham era práctico, emprendedor, con gran capacidad para las relaciones públicas, era el promotor, realista y cínico, mientras que John Wellborn Root[10] era más artístico, con un talento más cultivado. Juntos construyeron edificios como el Montauk Building (1882-1883), el Rookery Building (1885-1887), el Reliance Building (1890), el Masonic Temple Building (1891-1892), o el inicio del Monadnock Building, entre otros.

- Holabird & Roche. Construyeron, entre otros edificios: Graceland Cemetery Chapel (1888), la continuación del Monadnock Building (1893, McConnell Apartments (1897), Gage Group Buildings (1899), Chicago Building (1904). La firma se inició con William Holabird y Ossian Cole Simonds en 1880. Simonds fue sustituido por Martin Roche en 1883. En 1927, el hijo de Holabird, John Augur Holabird, asoció a la empresa a John Wellborn Root, Jr. (el hijo de John Wellborn Root), que trabajaba en la firma desde 1914. En los años siguientes evolucionaron hacia el estilo Art Decó.

- Dankmar Adler (1844-1900). Construyó el Auditorium Building (1887-1889).

- Louis Sullivan (1856-1924). Su aporte más importante fue el diseño de diferentes tipos de rascacielos, con la estructura interior de hierro bajo una atractiva fachada de mampostería. El Wainwright Building, el Guaranty Building y el Carson Pirie Scott Department Store (Almacenes Carson) son edificios que llevan su firma.

### Cronología de los principales ejemplos de la Escuela
- Leiter I Building (1879)
- Montauk Building (1882-1883)
- Home Insurance Building (1884-1885), posteriormente demolido en 1931
- Rookery Building (1886)
- Auditorium Building (1889)
- Leiter II Building (1891)
- Ludington Building (1891-1892)
- Monadnock Building (1891-1893)
- Reliance Building (1890-1895)
- Marquette Building (1895)
- Fisher Building (1895-1896)
- Gage Group Buildings (1898)
- Sullivan Center (1899)
- Heyworth Building (1904)
- Chicago Building (1904-1905)
- Brooks Building (1910)
- Transportation Building/Heisen Building (1910-1911)

## Construcciones fuera de Chicago
La influencia de la escuela de Chicago, y el trabajo de los arquitectos formados en ella, se expandió pronto por otras ciudades de Estados Unidos, Canadá e incluso hasta por lugares tan lejanos como Australia.
Algunos movimientos arquitectónicos de la época comparten algunos rasgos con ella, como la escuela de arquitectura de Glasgow (Charles Rennie Mackintosh).

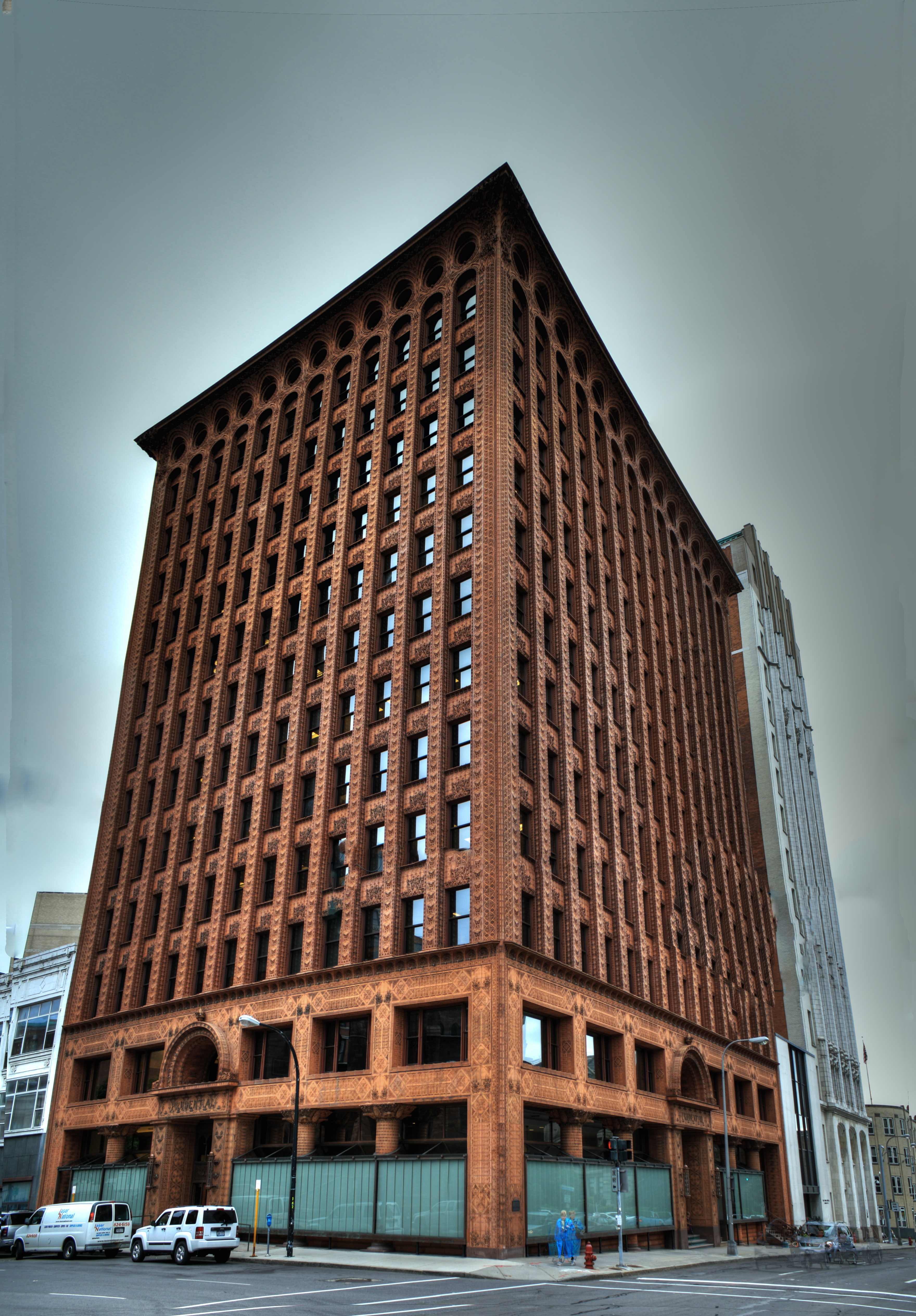
Guaranty Building, Búfalo, Louis Sullivan (1894).
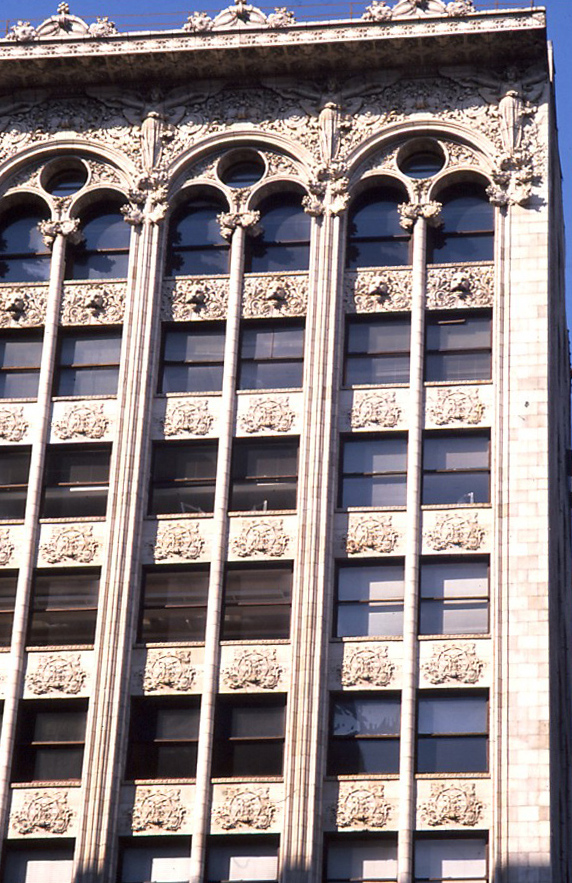
Bayard-Condict Building, el único edificio de Sullivan en Nueva York (1897-1899).
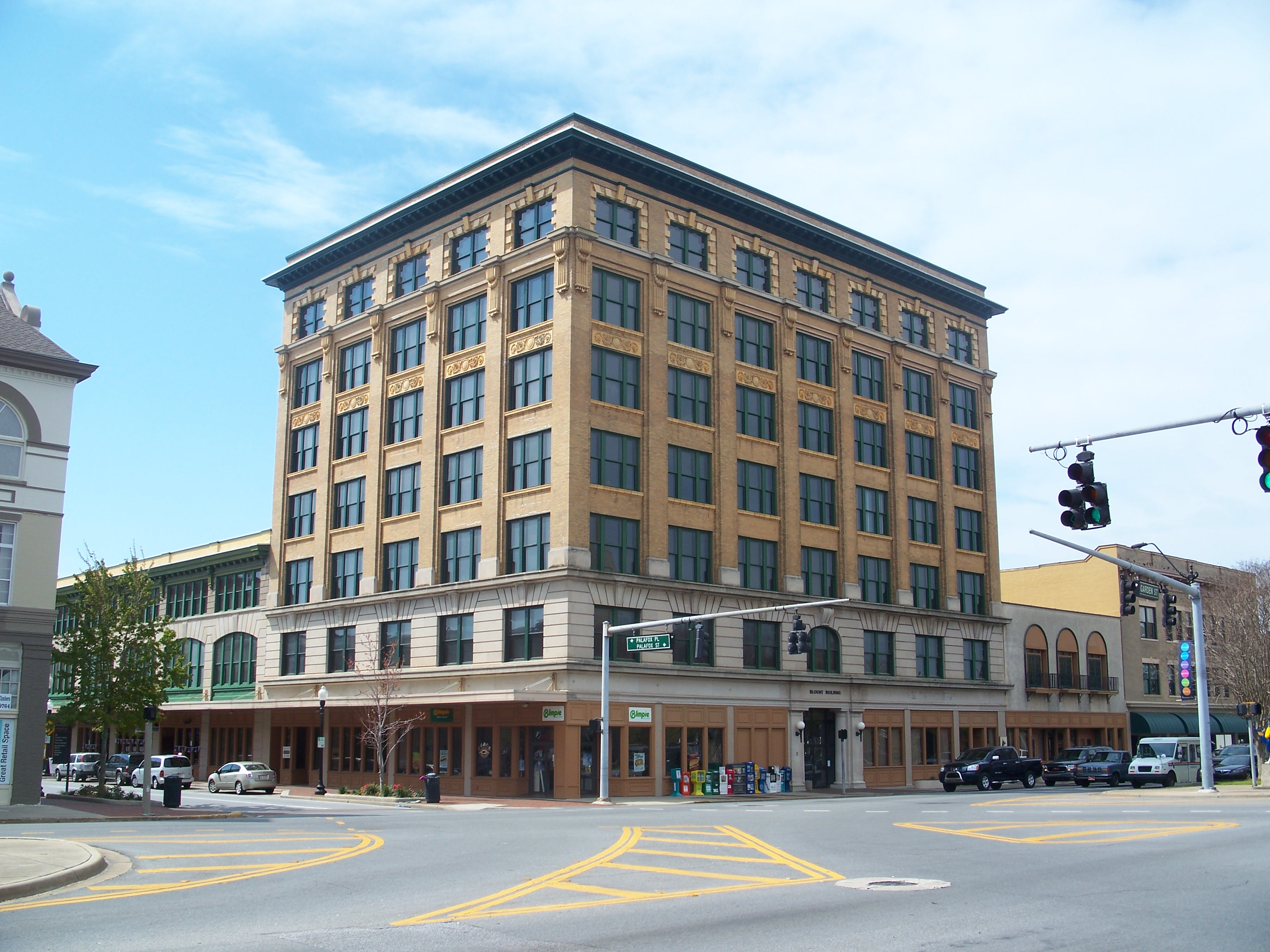
Blount Building, Pensacola, Charles Hill Turner (1906-1907).
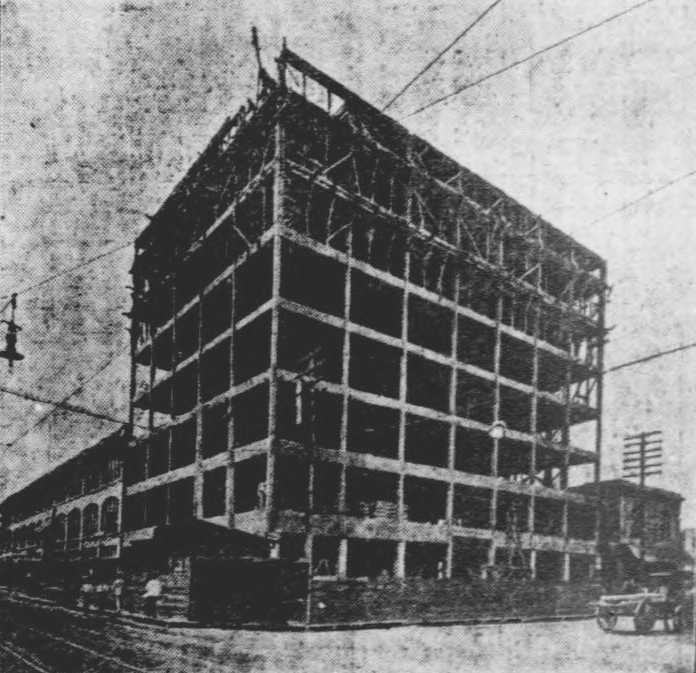
Ídem, en construcción.
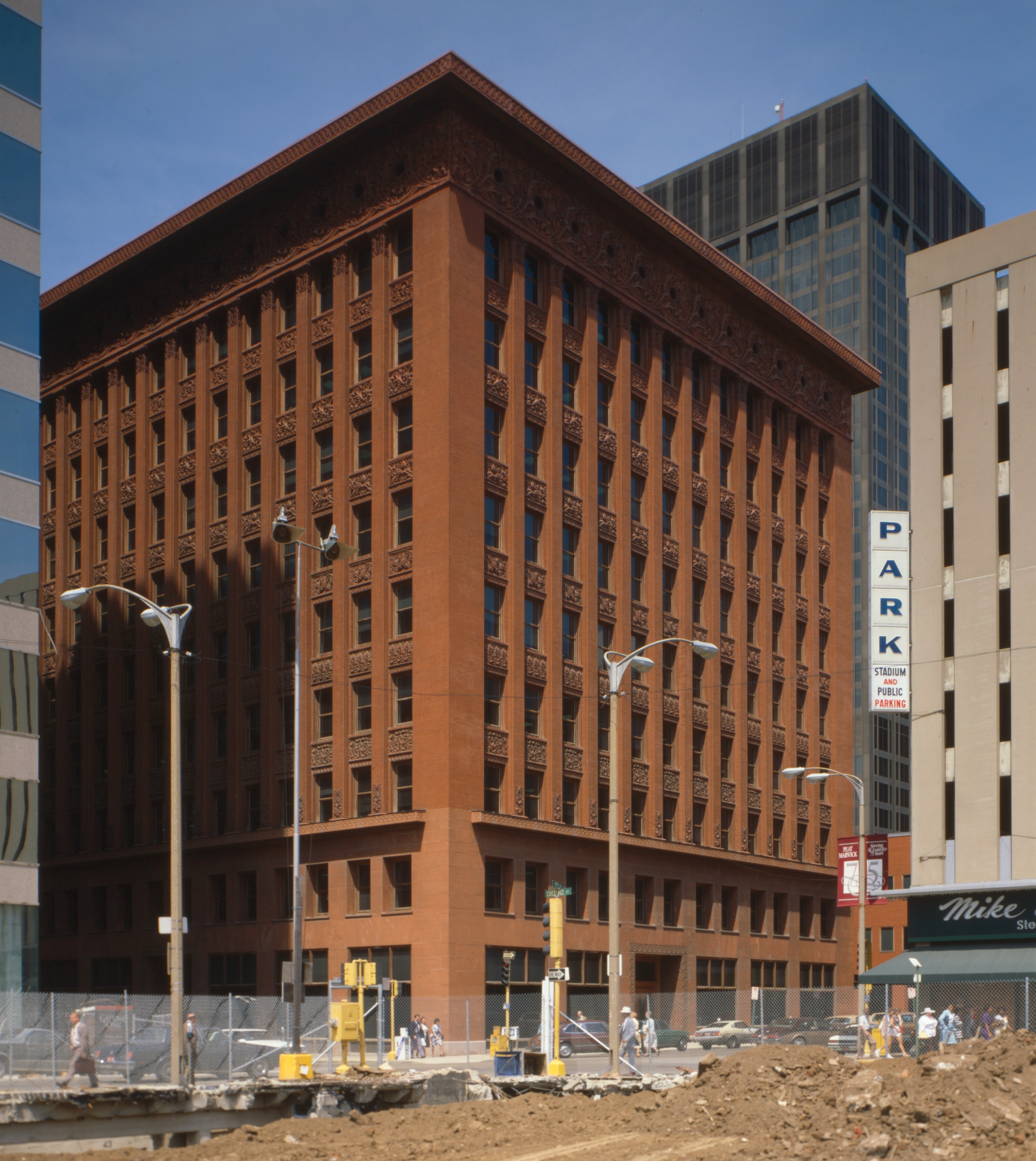
Wainwright Building, San Luis, Dankmar Adler y Louis Sullivan (1890-1891).
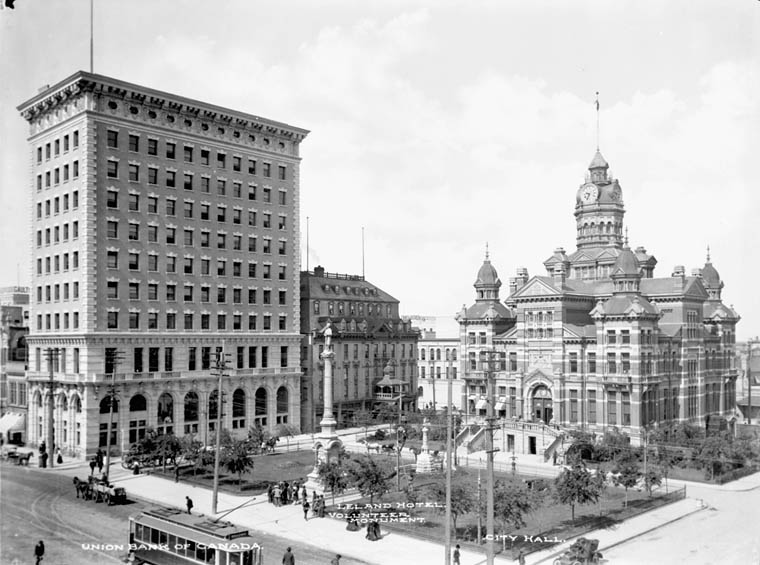
Union Bank Building, Winnipeg, Manitoba (Canadá), Pearson and Darling (1903-1904).
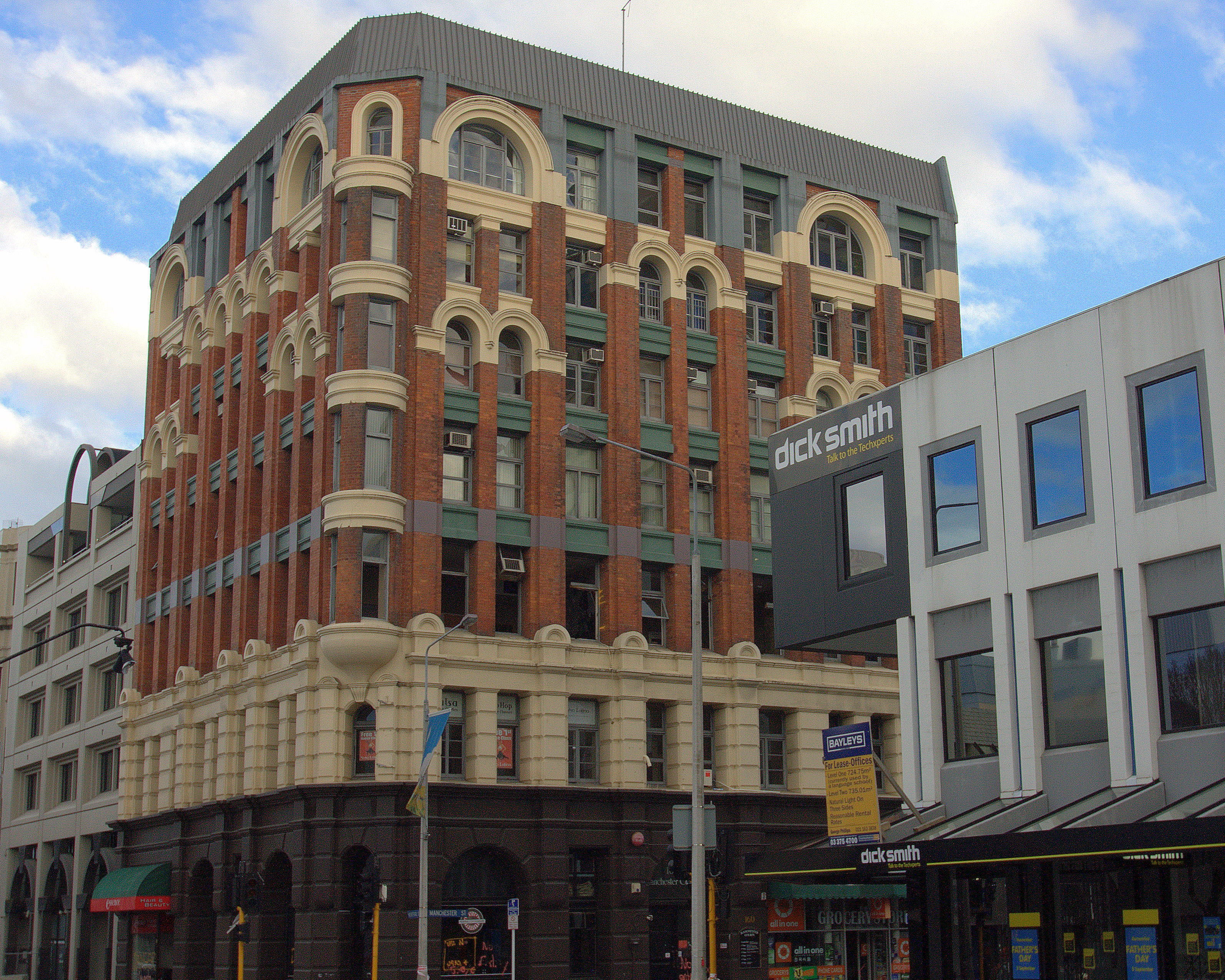
Manchester Courts, Christchurch (Nueva Zelanda), Sidney and Alfred Luttrell (1905-1906).
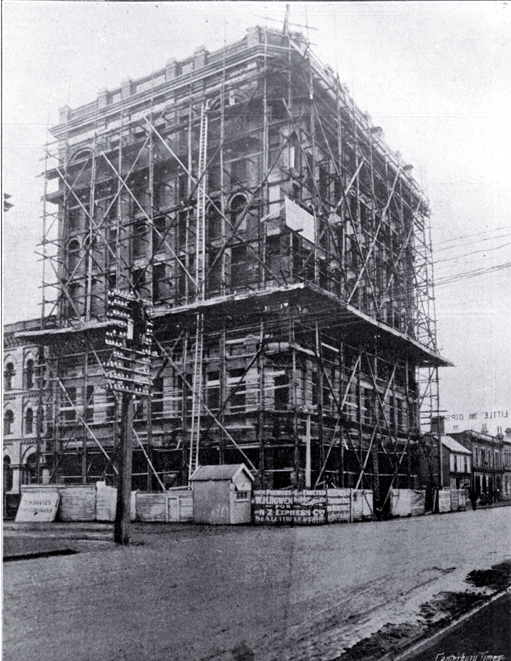
Ídem, construcción.
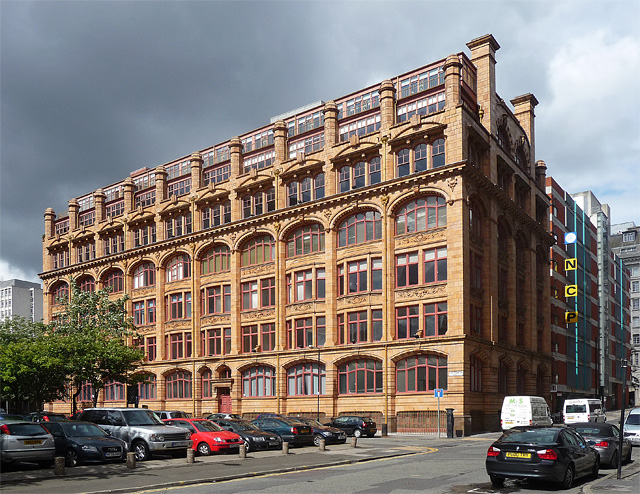
Canada House, Manchester, William Higginbottom (1909), cuyo estilo se califica de art nouveau.